# Lordellonema bauruense
Lordellonema bauruense is een rondwormensoort. De wetenschappelijke naam van de soort is voor het eerst geldig gepubliceerd in 1957 door Lordello.